# Шакат
Шакат (каз. Шақат) — село в Павлодарском районе Павлодарской области Казахстана. Расположено в 21 км к востоку от областного центра — города Павлодара. Административный центр Шакатского сельского округа. Код КАТО — 556069100.

## История
На месте села в конце XIX века возникла сельскохозяйственная ферма Павлодарской низшей сельскохозяйственной школы как учебный центр. В 1920 году была создана государственная ферма «Чекат» с опытным полем.
Село было центральной усадьбой бывшего молочно-мясного совхоза «Шакат», образованного в 1930 году. В 1957 году в его состав были включены колхозы имени Абая и имени Амангельды.

## Население
В 1985 году в селе проживало 1420 человек. В 1999 году население села составляло 869 человек (417 мужчин и 452 женщины). По данным переписи 2009 года, в селе проживало 774 человека (375 мужчин и 399 женщин).

## Известные жители и уроженцы
- Ермагамбетов, Карабек (1893—1957) — Герой Социалистического Труда[4]
- Жапабаев, Каиржан (1938—1994) — Герой Социалистического Труда
- Жумабеков, Камза Бижанович